# Lesehore
Die Lesehore (lateinisch officium lectionis) ist eine aus der Matutin entstandene Gebetszeit im liturgischen Stundenbuch der katholischen Kirche, bei der die Schriftlesung im Vordergrund steht.
Im Zuge der Liturgiereform des Zweiten Vatikanischen Konzils wurde das liturgische Stundenbuch (Brevier) der Diakone und Priester (lateinischer Titel: „Liturgia horarum“) an die Lebensbedingungen der Kleriker angepasst. So wurde die Vigil bzw. die Matutin, die früher in der Nacht oder früh am Morgen gebetet wurde, gekürzt und ist seither an keine bestimmte Tageszeit mehr gebunden. Diese veränderte Hore wird Lesehore genannt. Im Stundengebet der kontemplativen Orden ist jedoch die Vigil oder die Matutin erhalten geblieben.  Wird die Lesehore als erste Hore des Tages gefeiert, geht ihr das Invitatorium voraus, ein Psalm mit einer zum liturgischen Tag passenden Antiphon.
Die Lesehore besteht aus dem Hymnus, drei Psalmen, einer Lesung aus der Bibel, einer längeren Lesung aus den Kirchenvätern oder Heiligenbiographien und der Oration. An Sonntagen, Festen und Hochfesten singt man außerdem das Te Deum. An Sonntagen, Hochfesten und einigen weiteren Festen kann die Lesehore durch Hinzufügen dreier Cantica (Gesängen) aus dem Alten Testament und der Lesung einer Evangelienperikope zur Matutin bzw. Vigil ausgedehnt werden. An Sonntagen ist dies meist eine von acht verschiedenen Ostererzählungen, an Hochfesten das Tagesevangelium aus einem anderen Lesejahr.